# Torixoréu
Torixoréu là một đô thị thuộc bang Mato Grosso, Brasil. Đô thị này có diện tích 2397,925 km², dân số năm 2007 là 4101 người, mật độ 1,71 người/km².